# Restart

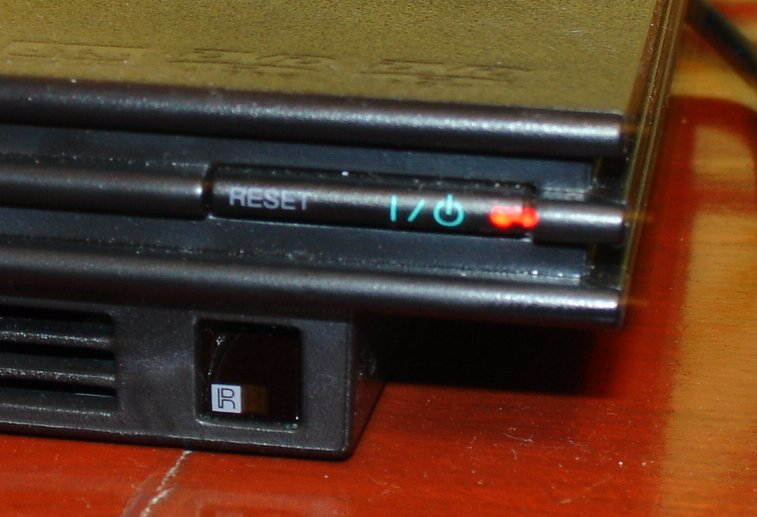
Przycisk Reset na obudowie konsoli do gier PlayStation 2

Restart (w niektórych znaczeniach reset) – zakończenie pracy dowolnego urządzenia elektronicznego lub cyfrowego w celu inicjalizacji i ponownego załadowania systemu operacyjnego, sterowników lub innego oprogramowania.
Jeśli urządzenie cyfrowe nie reaguje na polecenia, można zastosować tzw. miękki restart (ang. soft reset), który może być inicjowany zarówno przez inny działający system (np. watchdog), jak i przez użytkownika.
Jeśli jednak oprogramowanie nie reaguje na żadne z poleceń, koniecznym staje się wykonanie tzw. twardego restartu (resetu) (ang. hard reset), który na poziomie sprzętu (bez udziału oprogramowania) przywraca urządzenie (przykładowo komputer) do stanu jak po włączeniu zasilania. Twardy reset wykonywany jest poprzez użycie przycisku Reset na obudowie urządzenia (przykładowe zdjęcie obok) lub poprzez tak długie przytrzymanie przycisku Power, aż urządzenie zostanie wyłączone, a następnie ponowne włączenie urządzenia. To drugie rozwiązanie jest stosowane najczęściej w notebookach, gdzie fizycznie nie występuje przycisk resetu. Restart może być również niepożądanym skutkiem wynikającym z problemów ze sprzętem, zasilaniem lub oprogramowaniem.
W przypadku serwerów lub systemów wbudowanych najczęściej dostępna jest opcja automatycznego restartu wykorzystująca system watchdog do bezobsługowej naprawy systemu operacyjnego, w przypadku, gdy nie reaguje on na zapytania watchdoga.
Czas pomiędzy restartami systemu i innymi przerwami w pracy komputera – szczególnie serwera – jest nazywany uptime.

## Restart automatyczny
Większość systemów operacyjnych może być skonfigurowana tak, by komputer sam się zresetował w zaplanowanym czasie, po awarii zasilania czy po tzw. Fatal system error, czyli krytycznym błędzie systemu, lub kernel panic. W sposób, jaki się to odbywa, zależy głównie od tego, czy funkcja restartu obsługiwana jest w oprogramowaniu, czy na poziomie sprzętu. Przykładowo systemy operacyjne z rodziny Windows NT (Windows NT 3.1, ale także Windows 7 i nowszych) wyświetlają tzw. Blue Screen of Death z komunikatem o błędzie i, w zależności od ustawień systemu, restartują komputer.